# Duh babe Ilonke
Duh babe Ilonke är en kroatisk barnfilm från 2011 regisserad av Tomislav Žaja efter ett manus av Irena Krčelić. Filmen var en kroatisk-österrikisk-makedonsk samproduktion.

## Handling
Manuša är en tioårig flicka, medlem av en romsk familj i Zagreb. Hennes mamma Aska arbetar som sekreterare i en glödlampsfabrik och hennes pappa Hrastimir spelar trumpet i en begravningsorkester. Mormor Ilonka, som bor hos dem, är en ofelbar häxdoktor i grannskapet, och hon älskar sitt enda barnbarn mer än något annat i världen. Hela familjen är något ovanlig med tanke på sitt romska ursprung – de följer inte romska seder, firar inte romska högtider och har inga vänner eller storfamilj.
En morgon blandar mormor sin kortlek och drar Dödskortet. Inte långt efter dog hon fridfullt. Samma dag får Aska sparken, Hrast tappar hörseln och hans husdjur, illern Baltazar, som är mer än vad man kan se, blir grå av stress. Manušas bästa vän Zdenko, egentligen Manušas enda vän, hjälper henne upptäcka hemligheten bakom förbannelsen som kastades över farmor Ilonka och hennes familj en gång i tiden. De andra barnen i klassen gillar inte den ovanliga tjejen. De är också lite rädda för den enda romska tjejen i skolan, vars mormor ryktas vara en riktig häxa. Konstiga saker börjar hända i Manušas hus och det stora målade porträttet av mormor Ilonka, som hänger på väggen, tycks bli levande.

## Rollista
- Selma Ibrahimi – Manuša
- Marin Arman Grbin – Zdenko
- Aleksandra Balmazović – mamma Aska
- Rakan Rushaidat – tant Hrast
- Krunoslav Šarić – farbror Kasum
- Sabina Ajrula – farmor Ilonka
- Hana Cvijanović – Emica
- Rene Rehak – Siniša
- Dora Milenović – Maja
- Marko Bočkor – Marko
- Lea Vukmanić – Martina
- Roni Lepej – Srećko Topalović
- Anita Matić – Piroška
- Inge Appelt – Uršula
- Zlatan Zuhrić – gammal polis
- Kristijan Potočki – ung polis
- Vesna Pernarčič Žunić – psykolog
- Ljiljana Bogojević – lärare
- Samir Vujčić – präst
- Marija Tadić – försäljare
- Astrit Alihajdaraj – brevbärare
- Ines Würth – apotekare Dorica
- Lena Politeo – Marjetica
- Božidarka Frajt – Julči
- Kostadinka Velkovska – Štefanija
- Branka Cvitković – Vjera
- Goran Grgić – gravgrävare
- Zoran Krejić – gravgrävarassistent
- Ioan Barbu – socialarbetare
- Ksenija Pajić – Emicas mamma

## Produktion
Filmen spelades in i Skopje, Zagreb och Wien.